# Mauricio Prol
Mauricio Prol (nacido el 28 de enero de 1989 en la ciudad de Florencio Varela en Buenos Aires, Argentina). Es un futbolista argentino que se desempeña como volante central. Surgió de las divisiones inferiores del club Talleres (RdE). Actualmente milita en las filas deportivas del Club Atlético La Niña junto a su hermano Marcelino Prol (defensor central), allí es considerado un gran jugador de los últimos 4 años y pieza clave en todas las temporadas del club.

## Trayectoria
Debutó en el año 2006 en el club Talleres (RdE) y hasta la temporada 2009/2010 jugó 66 partidos y marcó 4 goles. En 2010 estuvo a prueba en el selectivo del Club Atlético Huracán donde no convenció a los dirigentes del club. Prol se convirtió faltando 4 días para el comienzo del Torneo Apertura  en el último refuerzo del club All Boys.
El 15 de agosto de 2012 fichó para reforzar al Club Atlético Douglas Haig en su paso por la Primera B Nacional.
Sin continuidad en el club de Pergamino, terminó emigrando al Club Social y Deportivo Liniers de la Primera C.
En la actualidad se desempeña como volante central en el Club Atlético La Niña de la Liga Nuevejuliense de Fútbol.

## Clubes
| Club                  | País      | Año       |
| --------------------- | --------- | --------- |
| Talleres (RdE)        | Argentina | 2006-2010 |
| All Boys              | Argentina | 2010-2012 |
| Douglas Haig          | Argentina | 2012-2013 |
| Liniers               | Argentina | 2013      |
| Club Atlético La Niña | Argentina | 2014      |